# Столица Нидерландов

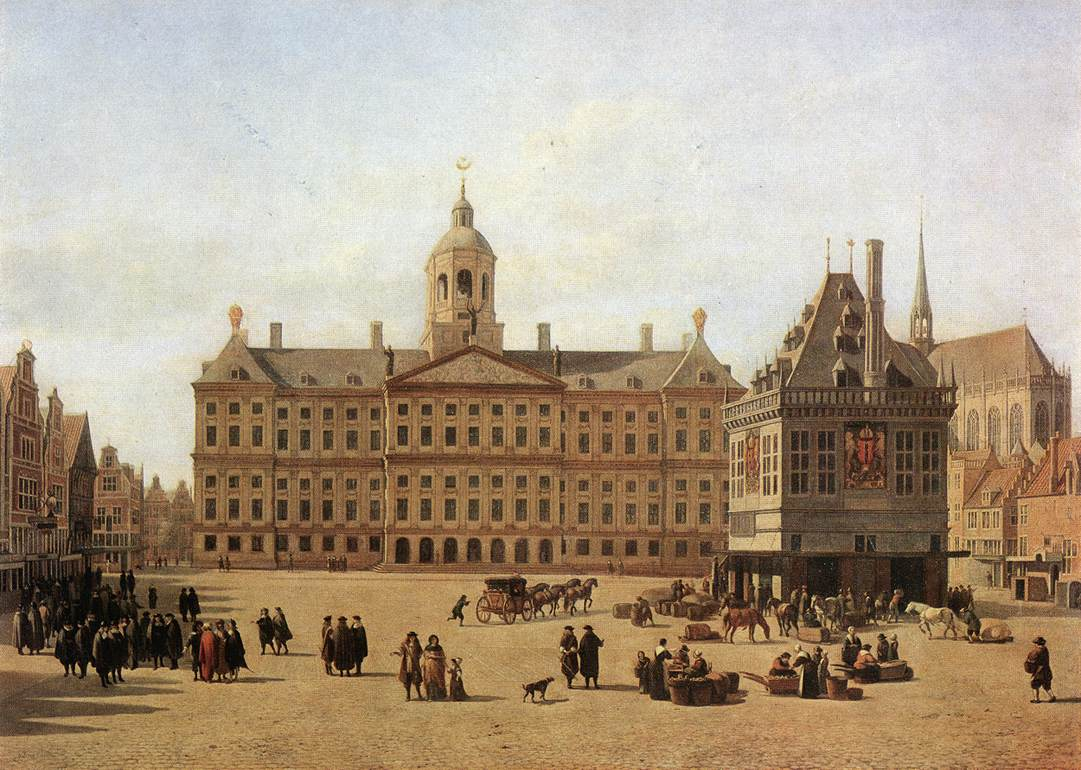
Площадь Дам в Амстердаме с видом на ратушу в конце XVII века: картина Геррита Беркхейде (Картинная галерея, Дрезден)

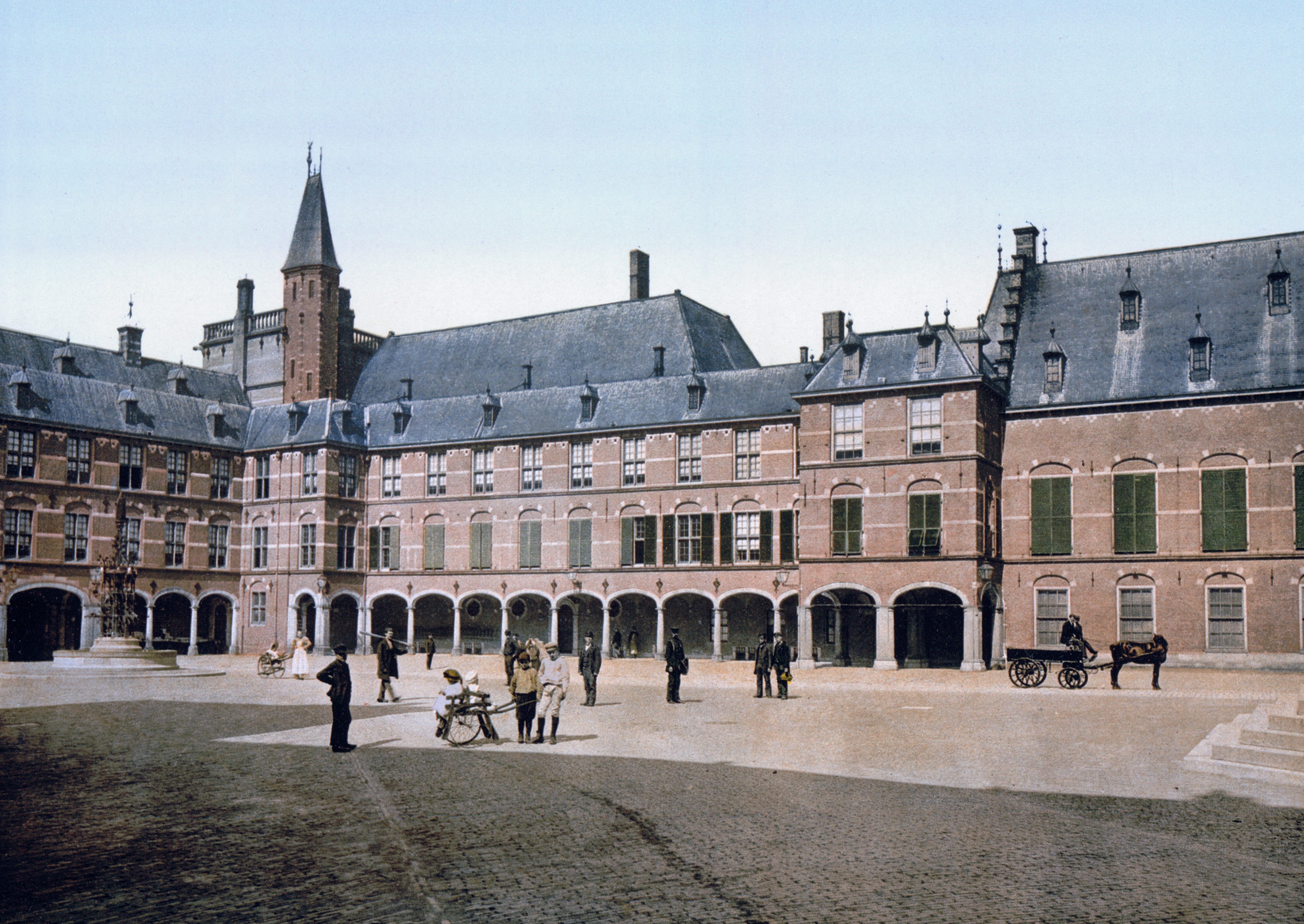
Гаага является резиденцией властей Нидерландов с 1588. Бинненхоф — голландский парламент

Согласно нидерландской Конституции, Амстердам является столицей Нидерландов, хотя парламент и правительство Нидерландов находятся в Гааге с 1588 года, вместе с Верховным Судом и Государственным Советом. В Конституции 1983 года, статье 32, в частности, упоминается, что «король должен быть приведён к присяге и вступить на престол как можно скорее в столице, Амстердаме», и это единственное упоминание в Конституции о том, что Амстердам является столицей.
Только один раз в течение своей истории Амстердам действительно был и столицей, и резиденцией правительства. В 1808—1810 годах, в эпоху королевства Голландия, король Луи-Наполеон жил в Амстердаме и объявил город столицей своего королевства и резиденцией правительства. Для размещения короля была выбрана большая амстердамская ратуша XVII века, которая была переоборудована в королевский дворец.
В 1810 году Нидерланды были присоединены к Французской империи и Король Людовик Наполеон был заменен французским губернатором, который поселился в Королевском дворце в Амстердаме. В 1810—1813 годах Амстердам сохранял свои столичные позиции, а также Император Наполеон объявил город третьим городом Империи (после Парижа и Рима) и императорской резиденцией. В декабре 1813, после падения Наполеона и восстановления принца Виллема Оранского на троне Нидерландов, Гаага вновь стала резиденцией правительства.

## История
Хотя соответствующего правового статуса Амстердама как столицы Нидерландов до сих пор нет, город в общем признавался в качестве столицы до 1814 года. Это отчасти потому, что это Королевский Город, который используется не только для инаугурации королей, но и для королевских свадеб (однако королевские захоронения находятся в Дельфте), а также из-за своего доминирующего положения в голландской истории. С конца XVI века город быстро рос и стал крупнейшим и наиболее влиятельным городом в Нидерландах и главным центром торговли, коммерции, финансов и культуры.
Истоки раскола между Амстердамом в качестве столицы и Гаагой в качестве резиденции правительства заложены в своеобразной конституционной истории Нидерландов. От времён средневековья до XVI века, Гаага была резиденцией правительства графства Голландия и резиденцией графов Голландии. Амстердам в то же время рос, чтобы быть более важным городом. После создания Республики Соединённых провинций в 1572/1581, Дордрехт ненадолго стал резиденцией правительства Соединенных провинций, резиденцией Генеральных Штатов, Государственного Совета и принца Оранского как принца-штатгальтера. В 1588 году эти центральные правительственные учреждения были перенесены в Гаагу, которая с этого момента становится резиденцией Правительства Республики. Амстердам оставался верен Испанской империи вплоть до относительно позднего этапа во время Восьмидесятилетней войны, что дало городу много торговых возможностей, но сделало его непригодным для резиденции правительства развивающегося «бунтарского» государства.
До образования Батавской республики в 1795 г. Нидерланды были не унитарным государством, а конфедерацией, в которой провинции и крупные города имели значительную политическую автономию. В течение XVII века, принц-штатгальтер как чиновник Провинций Голландии несколько раз имел разногласия с городскими властями Амстердама о политике, вплоть до того, что город был осажден армией. До 1795 в голландской политике оставалась сильная неприязнь между Оранжевой фракцией и республиканской фракцией. Первые поддержали идею наследственного политического руководства, возлагающегося на принцев Оранских, штатгальтеров, имевших поддержку в Гааге и в сельской местности. Последние поддерживали гражданскую независимость и нашли свою поддержку в основном в городах Голландии, в том числе в Амстердаме.
Когда в 1814 году появилось новое королевство, назначение Амстердама, который был по-прежнему самым значительным городом в королевстве, в качестве столичного города, было также примирительным жестом Оранжевой фракции в сторону городских и признанием сильных гражданских и республиканских основ нового королевства.